# Amathia distans
Amathia distans är en mossdjursart som beskrevs av Busk 1886. Amathia distans ingår i släktet Amathia och familjen Vesiculariidae. Inga underarter finns listade i Catalogue of Life.